# Carrera (Autorennbahn)

Carrera-Logo

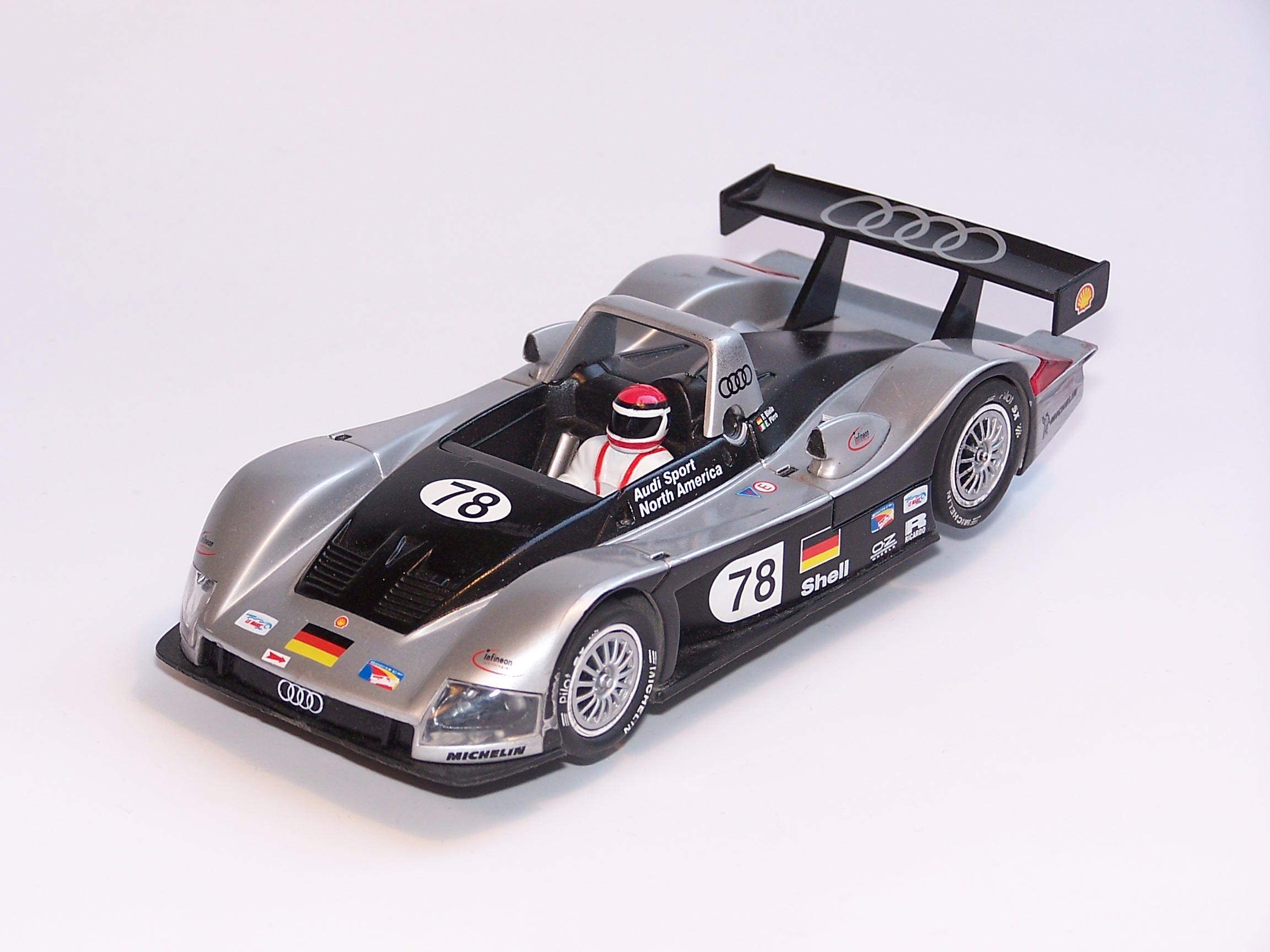
Ein typisches Carrera-Auto (Audi R8R)

Carrera ist eine Marke, die durch den bayerischen Spielzeughersteller Blechspielwarenfabrik JNF (Josef Neuhierl Fürth) in Fürth aufgebaut wurde und unter der seit 1963 spurgebundene Autorennbahnen verkauft werden. Der Sohn des Firmengründers, Hermann Neuhierl, hatte auf einer Geschäftsreise nach Amerika die Begeisterung für Autorennbahnen gesehen und konstruierte daraufhin selbst ein solches Modell, das er dann unter der Bezeichnung „Avus“ herausbrachte. Er erwarb bei Porsche die Lizenz für den Markennamen Carrera. Später kamen noch diverse andere Spielwaren, wie RC-Modellbau, Hörspielkassetten, Kartenspiele und weitere dazu.
Im deutschsprachigen Raum wird „Carrera-Bahn“ synonym für Autorennbahnen verwendet. Der Begriff Carrera (spanisch „Rennen“) ist weltweit auch durch Motoren und Automodelle des Herstellers Porsche bekannt geworden, die nach dem Autorennen Carrera Panamericana benannt sind.
Die meisten Fahrzeuge sind Lizenzbauten bekannter Automodelle oder Formel-1-Rennwagen, außerdem sind auch historische Rennwagen und moderne GT-Rennwagen, sowie seit einigen Jahren auch die DTM vertreten. Ein Teil wird auch als Merchandising für Disney, Nintendo, Star Wars oder ähnliche auf Kinder und Jugendliche spezialisierte Konzerne produziert und vermarktet.

## Firmengeschichte
1920 als Blechspielwarenfabrik JNF (Josef Neuhierl Fürth) gegründet übernahm Hermann Neuhierl im Jahre 1957 den väterlichen Betrieb und begann 1963 mit der Produktion seiner bekannten Autorennbahnen. 1972 wurde der Firmenname in Carrera-Spielwarenfabrik Neuhierl geändert. Ursprüngliche Maßstäbe sind 1:32 (Carrera Universal) und 1:24 (Carrera 124). Mitte der 1970er Jahre wurden diese beiden Maßstäbe noch durch ein System im Maßstab 1:60 ergänzt, die „Carrera 160“. 1978 wurde die Produktpalette um die spurunabhängigen Bahnen „Servo 132“ und „Servo 160“ erweitert, wobei die Zahl in der Bezeichnung auch hier den Maßstab angibt. 1979 kam „Servo 140“ dazu. In den frühen 1970er Jahren gab es noch „Carrera Transpo“, eine zur Universal kompatible Bahn, auf der man mit LKWs diverse Transportaufgaben lösen konnte. Eine Flugzeug- und Raketenbahn „Carrera Jet“ gab es ebenfalls zu dieser Zeit, man konnte auf transparenten Schienen beispielsweise die Mondflüge der NASA simulieren. Diese Bahnen zählen heute unter Sammlern zu den gesuchtesten überhaupt. Weiter gab es noch die Systeme „Carrera Tempo“ (Aufziehmodelle), „Carrera Structo“ (funkferngesteuerte Autos und Boote) und „Carrera Modelltechnik“ (Flugmodelle).
Wegen des stark rückläufigen Interesses an Autorennbahnen geriet Carrera in der ersten Hälfte der 1980er Jahre in finanzielle Schwierigkeiten, die schließlich 1985 zum Konkurs und zum Verkauf führten. Durch Kurt Hesse wurde die Firma unter dem Namen Carrera Century Toys weiter betrieben, der Flugmodellbereich jedoch von einem neu gegründeten Unternehmen namens AirJet-Modelltechnik übernommen. Das bedeutete unter anderem auch, dass die Produktion der ehemaligen Bestseller „Carrera Universal“ und „Carrera 124“ eingestellt wurde. „Carrera 160“ wurde bereits vorher aufgegeben, lediglich „Servo 140“ und „Servo 160“ überlebten noch einige Zeit. Als Ersatz für die beiden klassischen spurgebundenen Systeme wurde 1984 das System „Carrera Profi“ produziert. Neu war auch „Carrera Strax“. Seit 1989 werden die Autorennbahnen im Maßstab 1:24 unter dem Namen „Carrera Exclusiv“ vertrieben, wobei anfangs nur Wiederauflagen alter Modelle der ehemaligen Carrera 124 gefertigt wurden, die aber von der Qualität nicht das Niveau der alten 124er-Fahrzeuge erreichten. Seit 1998 gibt es ein neues, sehr erfolgreiches System im Maßstab 1:32 mit der Bezeichnung „Carrera Evolution“. Bereits 1997 kam es zum Verkauf des Unternehmens und zwei Jahre später erneut zum Konkurs.
Ab 1999 gehörte Carrera zur STS Racing GmbH der Salzburger Stadlbauer-Gruppe. Die Niederlassung in Nürnberg wurde im Sommer 2010 verlassen und der neue Hauptsitz in Puch bei Salzburg bezogen. Im Laufe der Zeit wurden „Carrera Profi“, „Carrera Strax“ und „Carrera Exclusiv“ wieder eingestellt und es gab einen Wechsel von der alten Analogtechnik zur modernen Digitaltechnik mit neuen Systemen. Zum 1. Juli 2019 wurde die Stadlbauer Marketing und Vertriebs GmbH (SMV) an die Unternehmensgruppe Quantum Capital Partners aus München verkauft, die bereits im Vorjahr die Revell GmbH in Bünde erworben hatte. Das ab 2021 Carrera Toys GmbH genannte Unternehmen ist nun Teil der Carrera Revell Group. Die Familie Stadlbauer ist nach eigenen Angaben noch im Beirat vertreten.

## Produktübersicht (historisch)

### Carrera Universal / Universal 132 (1963 bis 1984)

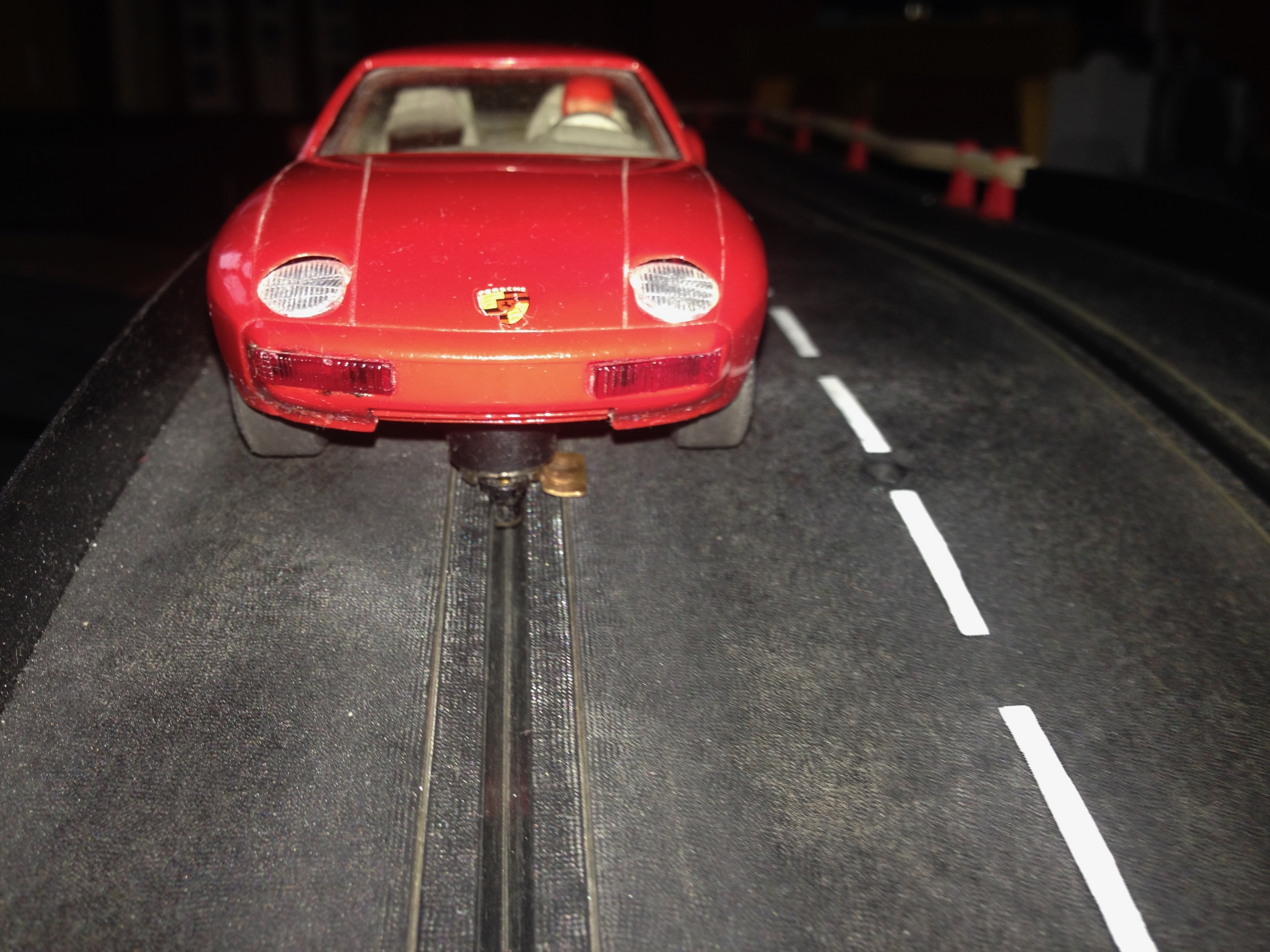
Dreileiter-Schleifersystem bei der Carrera Universal 132

1963 als „Carrera System“ eingeführt und später in Carrera Universal (ab 1978 Universal 132) umbenannt ist es das bekannteste Autorennbahnsystem von Carrera in den 60er, 70er und 80er Jahren. Wurde in den Anfangsjahren, statt durch einen Trafo mit Batterien betrieben, auch als „Carrera Battery“ angeboten, die Schienen und Fahrzeuge sind im Maßstab 1:32. Technische Besonderheit ist das 3-Leiter-System, das in Verbindung mit einem speziellen Stromabnehmer an den Modellautos die Möglichkeit schuf, zum Beispiel mit zwei Autos unabhängig voneinander auf einer Spur zu fahren oder über eine Schienenweiche die Spur wechseln zu können. Auch Drifts sind besser als mit anderen Systemen möglich, sogar eine 180-Grad-Wende, mit Weiterfahrt in die Gegenrichtung, ist machbar. Von Carrera wurden Grundpackungen angeboten, die dies zum Spielprinzip machten (Auto-Razzia).
Das System kann bis zu zehn Spuren ausgebaut werden und hat den Ruf der Marke begründet. Auch heute existiert noch eine große Fangemeinde von Sammlern und Fahrern. Carrera selbst produziert keine Teile mehr für dieses System, die Ersatzteilversorgung ist durch Nachfertigungen von Drittanbietern aber gesichert. Im Internet gibt es sehr viele Fanseiten, die sich mit der Carrera Universal beschäftigen. Auch das zeigt, dass die Uni-Szene nach wie vor sehr lebendig ist.

### Carrera 124 (1966 bis 1982)
Rennbahnsystem im Maßstab 1:24. Wurde als systematische Ergänzung im Produktprogramm platziert, um auch professionelle Fahrer und Clubs anzusprechen. Die Fangemeinde ist etwas kleiner als bei der 132 Universal, prinzipiell ist die Situation aber vergleichbar. Die Ersatzteilversorgung ist weitgehend gesichert.
Die Schienen waren im 2-Leiter-System ausgeführt und wurden mit Stromleiter aus Edelstahl hergestellt, die absolut rostfrei waren und somit auch einen Aufbau im Freien erlaubten. Von Beginn an waren bis zu vierspurige Rennstrecken möglich, ab 1970 konnte dies dann auf maximal sechs Spuren erweitert werden.

### Carrera Jet (1969 bis 1971)
Flugspielsystem mit dreidimensionaler Ausbaumöglichkeit der Flugstrecken. War ein finanzieller Flop und deswegen nur kurze Zeit im Programm. Heute sehr gesucht und entsprechend teuer. Der Liebhaberkreis dieses Systems ist überschaubar.

### Carrera Transpo (1970 bis 1974)
Nutzfahrzeuge, LKWs und Gabelstapler im Maßstab 1:32. Zunächst eigenes Bahnsystem auf Basis der „Carrera 132 Universal“, ab 1975 dann ins Uni-Sortiment integriert.

### Carrera Tempo (1970 bis 1972)
Ein System ähnlich der bekannten Darda-Bahn. Auf weichen Kunststoffbahnen fahren Fahrzeuge im Maßstab 1:60, die durch einen Aufziehmotor mechanisch beschleunigt werden. Kommerziell war das System nicht besonders erfolgreich. Ein Teil der Fahrzeugformen wurde für die „Carrera 160“ in überarbeiteter Form wiederverwendet.

#### Carrera Tempo Electric (1970 bis 1972)
Die elektrisch angetriebenen Fahrzeuge sind mit einem Motor und einer Batterie ausgestattet, die an einer so genannten Tankstelle wieder aufgeladen werden kann. Über ein Zählwerk kann die Tankfüllung (Ladestand der Batterie) bestimmt werden. Die Fahrzeuge werden durch einen kleinen Hebel an der Unterseite in Betrieb gesetzt.

### Carrera Structo (1972 bis 1985)
Um mit der Autorennbahn keine Marktanteile an das in den 1970er Jahren immer stärker aufkommende RC-Hobby zu verlieren, versuchte man bei Carrera ab 1972 diesen neuen Markt zu bedienen. Nach einer Umstrukturierung wurde mit dem Aufbau des Carrera-Structo-Modellbaubereichs begonnen mit Eigenproduktionen von RC-Cars, RC-Booten und RC-Flugmodellen bis einschließlich der RC-Fernsteuerung. Diese wurden in unterschiedlichsten Maßstäben konstruiert und angeboten.
Das Fahrzeugangebot lässt sich dabei in zwei Perioden unterteilen. Bis 1980 waren die Fahrzeuge zwar vorbildgetreu, aber insgesamt eher spielzeughaft ausgelegt, eine Angabe des Maßstabs fehlt zumeist. Ab 1980 wurde das Fahrzeugsortiment völlig neu strukturiert und stärker auf den professionellen Hobby-Bereich ausgerichtet, der preisgünstige Spielzeugsektor aber nicht vernachlässigt:
- Fahrzeuge im Maßstab 1:12 mit Hartplastik-Karosserien (BMW M1, Porsche 935-78): Jeder Fahrzeugtyp hat ein eigenständiges Fahrwerk mit Batteriefach und robuster Hartplastik-Karosserie, die Fahrzeuge wurden betriebsfertig inklusive Fernsteuerung verkauft.
- Fahrzeuge im Maßstab 1:12 mit Lexan-Karosserien (Ford Capri Zakspeed Turbo, Porsche 935-78, Renault Formel 1): Hierbei kam ein modular aufgebautes Chassis-System zum Einsatz, das auf einer Grundplatte die unterschiedlichsten Radstände und Antriebskonzepte ermöglichte. Voderrad-, Hinterrad- oder Allradantrieb mit bis zu vier Motoren war möglich. Die Lexankarosserien wurden wahlweise lackiert oder unlackiert geliefert, Fernsteuerung und Servos waren – wie bei den Mitbewerbern üblich – nicht in den Baukästen enthalten.
- Fahrzeuge im Maßstab 1:10 mit Lexan-Karosserien (BMW M1, Ferrari Formel 1, Porsche 924, Porsche 936, Truck Transpo Diesel).

Das gleiche modulare Konzept wurde auch im größeren Maßstab 1:10 angeboten.

### Carrera  Modelltechnik (1974 bis 1985)

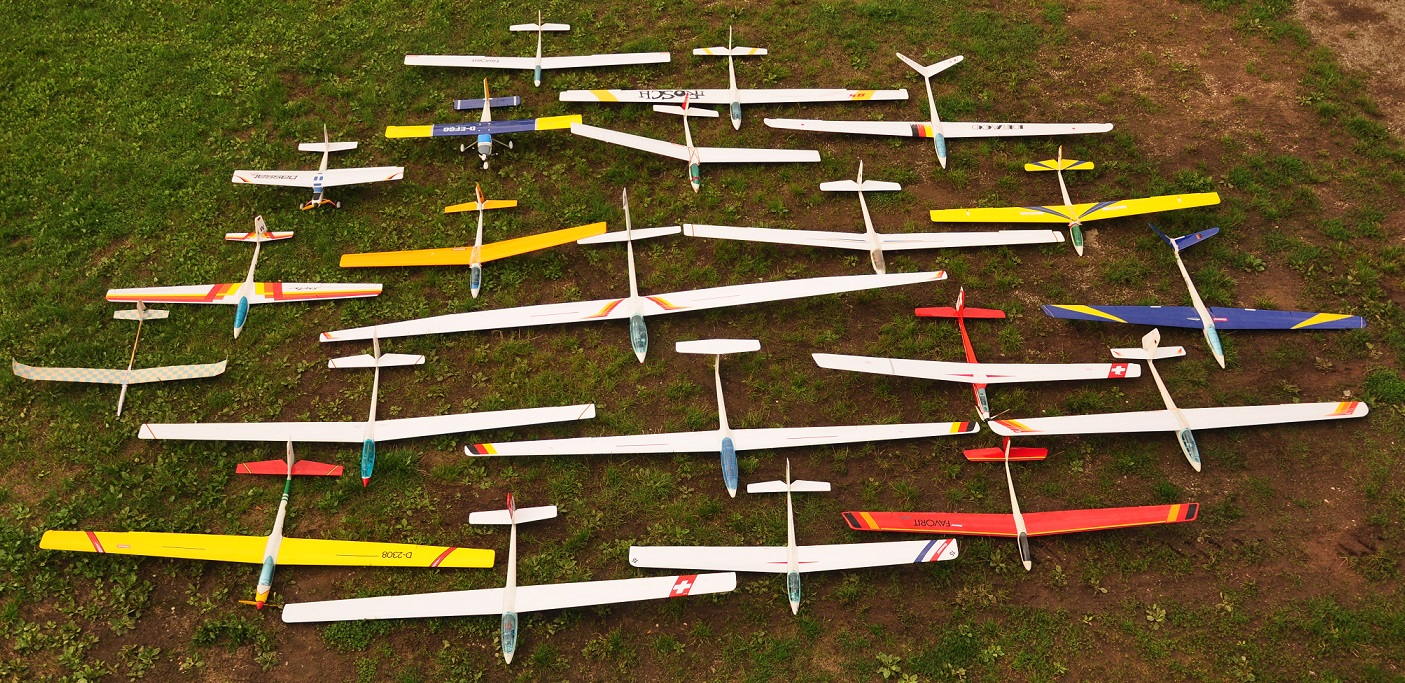
Ein Großteil des Carrera-Flugmodellsortimentes

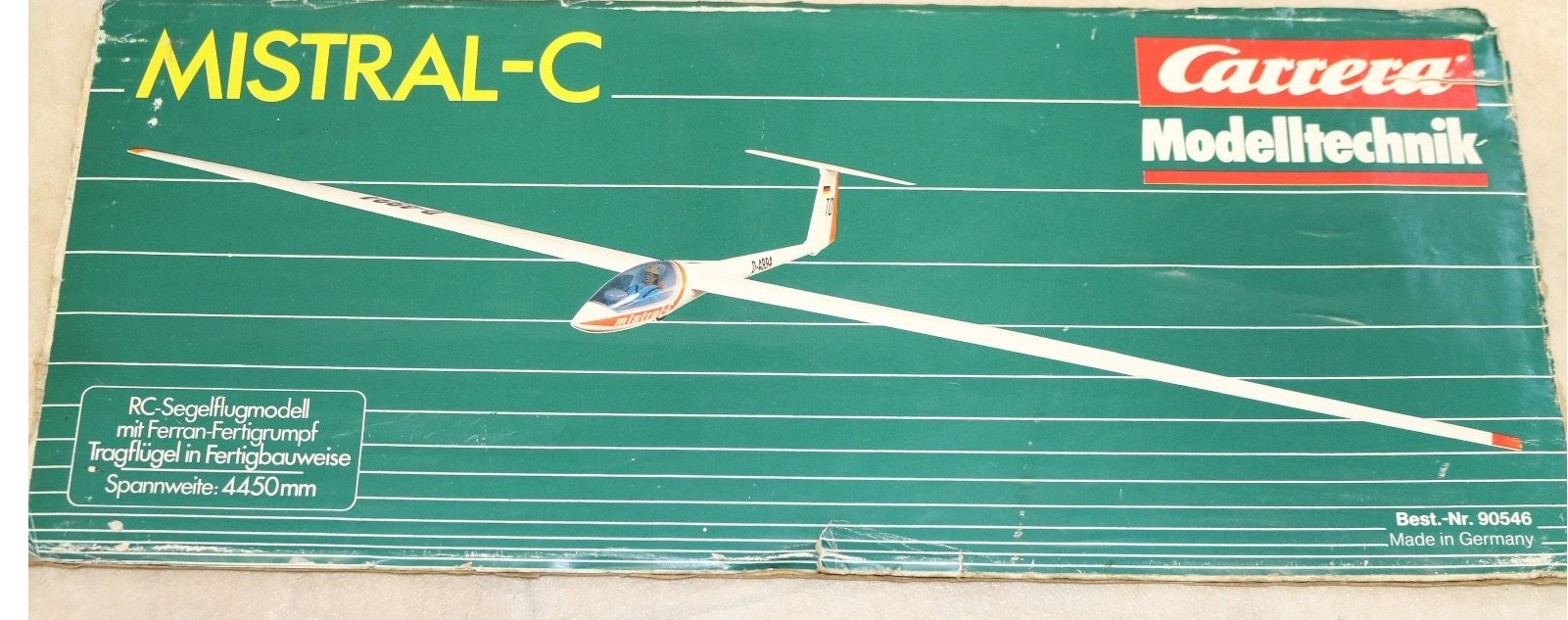
Carrera Modelltechnik Baukasten Mistral-C mit 4,45 m Spannweite

Bald nach Einführung der Structo-Modellpalette wurde der Flugmodellsektor mit der eigenen Bezeichnung Carrera Modelltechnik versehen. Fahrzeuge und Boote wurden in den Carrera-Modelltechnik-Katalogen anfangs noch mit aufgeführt. Die etwa 30 Carrera-Flugmodelle waren größtenteils mit dem nahezu unzerstörbaren „Ferran“-Kunststoffrumpf ausgerüstet. Die 18 unterschiedlichen Ferran-Rümpfe wurden in einem speziellen, sehr aufwendigen Verfahren hergestellt. Carrera war neben Robbe und Graupner auch maßgeblich an der Einführung des Elektroantriebes im Flugmodellbau beteiligt. Die Motoren hierfür lieferte die Firma Bühler. Der extreme Aufwand, der bei der Modelltechnik-Palette und dem Zubehör betrieben wurde, führte schließlich zur Insolvenz von Carrera im Februar 1985. Nach dem Freitod von Herrmann Neuhierl übernahm die eigens zu diesem Zweck gegründete Firma Air-Jet in Schwarzenbruck bei Nürnberg die Produktion der Flugmodelle und führte diese bis Ende der 1990 weiter. Der Vertrieb wurde durch die Firma Simprop gewährleistet.

### Carrera 160 (1976 bis 1981)
Spurgebundenes Rennbahnsystem im 2-Leiter-System und kleinerem Maßstab 1:60, ähnlich der bekannten Faller AMS. Auch diesem System war kein besonders großer kommerzieller Erfolg beschieden, da kurz darauf das lenkbare System „Carrera Servo 160“ vorgestellt wurde.

### Carrera Servo (1978 bis 2000)
Lenkbares Rennbahnsystem, die Fahrzeuge sind nicht mehr an eine Führungsrille gebunden und können auf geraden Streckenabschnitten durch Betätigung des Lenkrads am Handregler die Spur wechseln. Dadurch sind Überholmanöver unabhängig von Weichen möglich. Die Fahrzeuge sind mit zwei (später vier) Führungshörnern ausgerüstet, damit ist ein Spurwechsel in den Kurven nicht möglich. Aufgrund der Reduzierung der Produktionskosten gibt es, sowohl an den Fahrzeugen als auch an den Schienen, diverse technische und optische Veränderungen.

#### Carrera Servo 132 (1978 bis 1983)
Rennbahnsystem im Maßstab 1:32. Die Karosserien wurden mit leichten Änderungen von den Systemen „Carrera 132 Universal“ und „Carrera 160“ übernommen. Das Bahnsystem war eine völlige Neuentwicklung. Obwohl technisch sehr zuverlässig, konnte sich der große Maßstab der Servo am Markt nicht durchsetzen.

#### Carrera Servo 160 (1978 bis 1996)
Rennbahnsystem im Maßstab 1:60. Technisch identisch zur Servo 132, nur eben kleiner. Der Erfolg dieses kleinsten lenkbaren Systems, bei dem die Fahrzeuge die Spur wechseln konnten, war gleichzeitig das Todesurteil für die spurgebundene 160er. Ab 1981 erhielten die Schienen einen Slot und die Rennautos waren durch einen nachträglich angebrachten Führungsstift nun auch spurgebunden zu fahren (gilt auch für Servo 140).

#### Carrera Servo 140 / Servo Plus (1979 bis 2000)

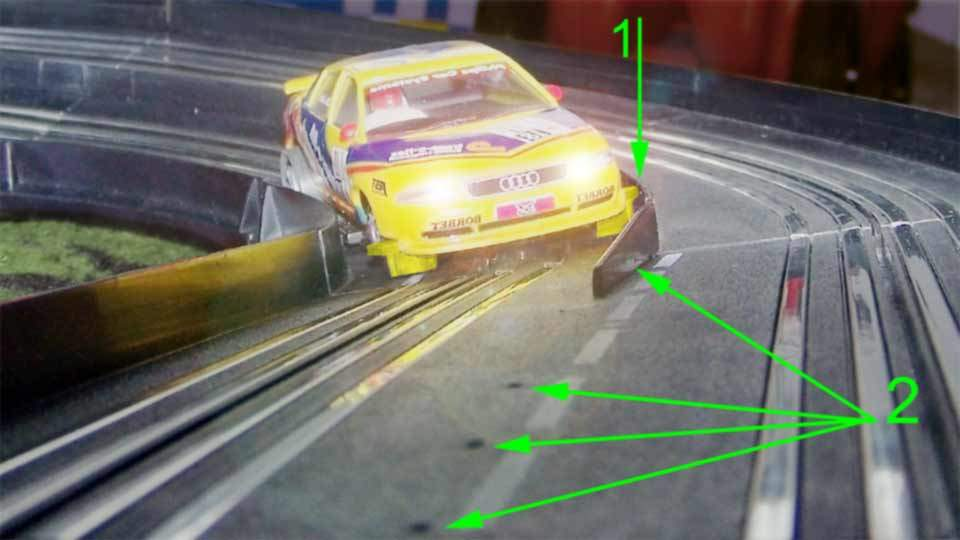
Carrera Servo Plus im Lenkbetrieb: 1 Abstandshalter und Führungsplanke der Kurven, 2 auf Geraden am Kurvenausgang aufzusteckender Richtungsweiser

Rennbahnsystem im Maßstab 1:40. Es wurde in diversen technischen und optischen Varianten über 20 Jahre lang produziert, zuletzt von 1998 bis 2000 unter den Bezeichnungen „Carrera Servo“ und „Carrera Servo Plus“. Hier wurden die Kurven-Bahnstücke mit einer Mittelleitplanke ergänzt, diese können aber nicht gemeinsam mit Kurvenschienen der „Servo 140“ eingesetzt werden (auch die jeweils verwendeten Bahnführungshörner bzw. Abstandshörner unterscheiden sich). Das Chassis der Fahrzeuge passt für beide Systeme.

### Carrera Transpo 160 (1982 bis 1984)
Das Thema verlagerte sich von der Rennbahn hin zum Baustellenverkehr. Als Fahrzeuge gab es einen Sattelzug und Muldenkipper. Die Schienen sind auf Basis der „Carrera Servo 160“, aber spurgebunden.

### Carrera Profi (1984 bis 2006)

Carrera Profi

Spurgebundenes Rennbahnsystem im Maßstab 1:40. Es war deutlich günstiger zu produzieren als die beiden Systeme „Carrera 124“ und „Carrera 132 Universal“ und löste diese ab. Eine Besonderheit waren die zusätzlichen Haftmagnete der Fahrzeuge, die Carrera bei diesem System erstmals einsetzte. Mit Beginn des Jahres 2007 wurde das System aus dem Produktsortiment gestrichen.

### Carrera Strax (1985 bis 2013)

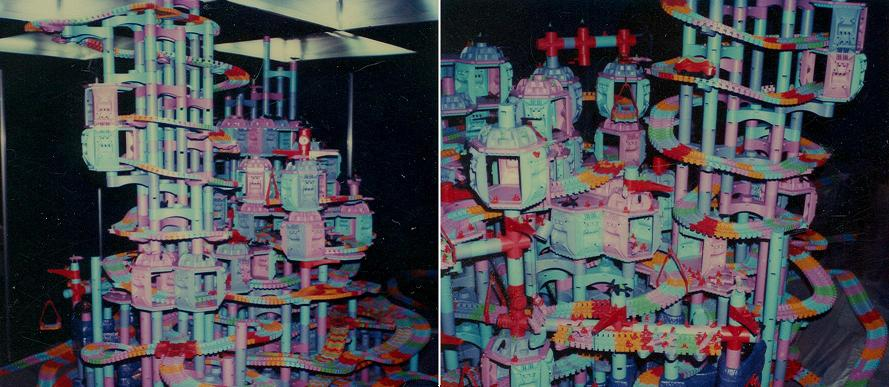
Segmentbahn Strax (Showanlage 1987)

Spielbahn, die sich hauptsächlich durch ihr besonderes Fahrbahnkonzept auszeichnet: Die Fahrbahn besteht aus hunderten oder tausenden von Segmenten (Sticks), die den Streckenverlauf völlig flexibel gestalten. Es ist nahezu jede beliebige Streckenführung möglich. Die Fahrzeuge sind batteriebetrieben und seit einiger Zeit mit Funkfernsteuerung ausgestattet. Die größte Strax-Bahn wurde von Carrera für die Fernsehshow Vier gegen Willi mit Mike Krüger im Messezentrum Nürnberg errichtet. 2013 endete die Produktion und die Formen wurden verkauft. Die Bahn ist als No-Name-Produkt weiterhin erhältlich.

### Carrera Struxi (1985 bis 1994)
Kinderbahn für Kleinkinder ab 3 Jahren. Dazu gab es Spielfiguren (wie playmobil) und weiteres Zubehör, das erst unter der Bezeichnung „Carrera Struxi“ und später unter „Carrera play o.k.“ verkauft wurde.

### Car Racing / Carrera Car Racing (1988 bis 2001)
Kompatibel mit „Carrera Profi“. Die Fahrzeuge und Schienen sind zwar optisch unterschiedlich, aber im gleichen Maßstab 1:40 und können mit einer Adapterschiene verbunden werden. Wurde hauptsächlich als Zweitmarke „Car Racing“ (ab 1998 Carrera Car Racing) bei Discountern verkauft.

### Carrera Exclusiv (1989 bis 2007)

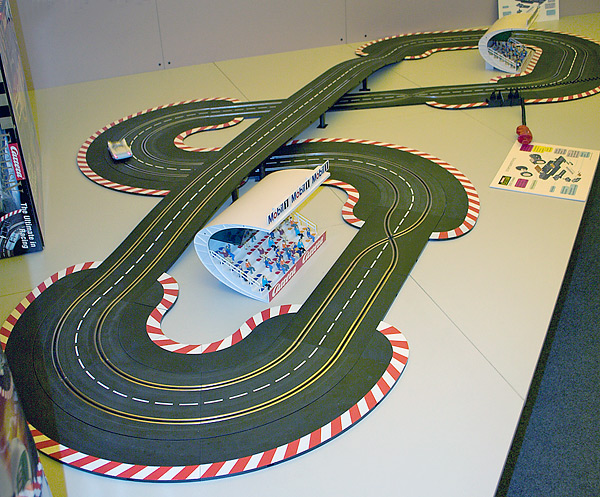
Carrera Exclusiv/Carrera 124

Neuauflage der „Carrera 124“, d. h. Fahrzeuge und Bahn im Maßstab 1:24. Das Bahnsystem war nur geringfügig verändert und nach wie vor vollständig kompatibel zu den Bahnteilen aus den 60er und 70er Jahren. Die Fahrzeuge waren zunächst ebenfalls Wiederauflagen der alten Renner, die Zug um Zug durch neue Konstruktionen ersetzt wurden. Durch die Kompatibilität profitieren auch Besitzer einer Carrera-124-Anlage, die prinzipiell mit Exclusiv- oder Evolution-Bahnteilen erweitert werden kann. Mit dem Modelljahr 2008 wurde Carrera Exclusiv umbenannt in „Carrera Digital 124“. Die analogen Exclusiv-Fahrzeuge ab Baujahr 2005 sind digital nachrüstbar.

### Carrera Evolution Pro-X / Pro-X (2004 bis 2006)
Auf der Nürnberger Spielwarenmesse 2004 wurde das digitale System Carrera Evolution PRO-X vorgestellt, das ein Fahren von vier Evolution PRO-X-Fahrzeugen auf zwei Spuren erlaubt. Das wird durch die sogenannte Pro-X BlackBox ermöglicht: Auf den beiden Leiterbahnen liegt permanent Spannung an; an den Fahrzeugen lässt sich eine ID einstellen, somit findet die Blackbox, wenn der Regler gedrückt wird, das dazu passend kodierte Fahrzeug. Neu sind auch die Spurwechsel: Trotz des „Slot“-Systems lässt sich die Spur selbständig wechseln, indem das Fahrzeug vor der Weiche eine Fotodiode überquert und durch Drücken eines zweiten Knopfes am Handregler die Weiche geschaltet wird.
Fahrzeuge sind im Maßstab 1:32, die Bahnteile identisch zu Evolution und Exclusiv im Maßstab 1:24. Im Jahr 2006 Namensänderung in „Carrera Pro-X“, 2007 Weiterentwicklung als „Carrera Digital 132“.

### Carrera Digital 143 (2008 bis 2020)
Carrera Digital 143 ist ein digitales Rennbahnsystem im Maßstab 1:43. Das System basiert auf der Carrera Go!!!, die normalen Bahnteile sind identisch. Es können bis zu drei Fahrzeuge gleichzeitig benutzt werden. Die Control Unit der Digital 124/132 kann auf das Schienensystem Carrera GO!!!/143er umgebaut werden. Hierdurch können bis zu sechs Fahrzeuge auf der Bahn benutzt werden. Ebenfalls kann ein Teil des Digital-124/132-Zubehörs genutzt werden, wie z. B. der digitale Rundenzähler, die kabellosen Drücker oder der „Position Tower“. Die Digitaldecoder der Carrera Digital 143 können jedoch nicht alle Funktionen der Control Unit umsetzen. Ghostcar oder Pacecar sind nicht möglich. Mit dem Modelljahr 2021 ist Digital 143 aus dem Sortiment entfallen, es werden nur noch Restbestände abverkauft.

## Vergleich der historischen Systeme
| System         | Technik | Schienen | Fahrzeuge | Überholen | max. Fahrer | max. Spuren | Bemerkung                                                                          |
| -------------- | ------- | -------- | --------- | --------- | ----------- | ----------- | ---------------------------------------------------------------------------------- |
| Universal      | analog  | 1:32     | 1:32      | ja/nein   | 2/4         | 10          | Schienen Universal und Transpo sind kompatibel                                     |
| 124            | analog  | 1:24     | 1:24      | nein      | 2           | 6           | Schienen 124, Exclusiv, Pro-X, Evolution, Digital 132, Digital 124 sind kompatibel |
| Transpo        | analog  | 1:32     | 1:32      | ja        | 2           | 2           | Schienen Universal und Transpo sind kompatibel                                     |
| 160            | analog  | 1:60     | 1:60      | nein      | 2           | 8           |                                                                                    |
| Servo 132      | analog  | 1:32     | 1:32      | ja/nein   | 2/4         | 4           |                                                                                    |
| Servo 140/Plus | analog  | 1:40     | 1:40      | ja/nein   | 2/4         | 4           |                                                                                    |
| Servo 160      | analog  | 1:60     | 1:60      | ja/nein   | 2/4         | 4           | Schienen Servo 160 mit Slot und Transpo 160 sind kompatibel                        |
| Transpo 160    | analog  | 1:60     | 1:60      | nein      | 2           | 2           | Schienen Servo 160 mit Slot und Transpo 160 sind kompatibel                        |
| Profi          | analog  | 1:40     | 1.40      | nein      | 2           | 4           | Schienen Profi und Car Racing durch Adapterstück kompatibel                        |
| Car Racing     | analog  | 1:40     | 1.40      | nein      | 2           | 4           | Schienen Profi und Car Racing durch Adapterstück kompatibel                        |
| Exclusiv       | analog  | 1:24     | 1:24      | nein      | 2           | 8           | Schienen 124, Exclusiv, Pro-X, Evolution, Digital 132, Digital 124 sind kompatibel |
| Pro-X          | digital | 1:24     | 1:32      | ja        | 4           | 8           | Schienen 124, Exclusiv, Pro-X, Evolution, Digital 132, Digital 124 sind kompatibel |
| Digital 143    | digital | 1:43     | 1:43      | ja        | 3           | 6           | Schienen Digital 143 und Go!!! sind kompatibel                                     |

## Produktübersicht (aktuell)

### Carrera Evolution (seit 1998)
Carrera Evolution ist im Prinzip identisch mit Carrera Exclusiv, allerdings mit Fahrzeugen im Maßstab 1:32. Aufgrund des Fahrzeugmaßstabs ist das System als ideeller Nachfolger der Universal anzusehen. Technisch unterscheidet sich das Evolution-System vom alten, ebenfalls im Maßstab 1:32 gehaltenen „Universal“-System dadurch, dass die Autos und Bahnen im sogenannten „2-Leiter-System“ (die Fahrzeuge erhalten den Fahrstrom durch zwei rechts und links neben dem Führungsschlitz („Slot“) angebrachte Stromleiter) ausgeführt sind, während die Universalschienen einen dritten Stromleiter im Slot aufwiesen.
Die identischen Fahrbahnteile ermöglichen auch den Betrieb mit Fahrzeugen im Maßstab 1:24. Carrera Evolution ist heute stark verbreitet, es existieren einige Websites, die das gesamte Spektrum des Hobbys abdecken: sammeln, fahren, tunen. Besonderheit der ersten Fahrzeuge dieser Serie war der Antrieb; er wurde über ein auf der Motorwelle angebrachtes Reibrad realisiert, das ein Hinterrad antrieb. Ab Modelljahr 2007 sind alle Fahrzeug-Neukonstruktionen digital nachrüstbar.

### Carrera Go!!! (seit 2001)

Carrera GO!!!-Bahn mit Looping und Fly-over

Analoges Einsteigersystem für zwei Fahrer im Maßstab 1:43. Die Go!!!-Fans sind ebenfalls stark im Internet vertreten. Obwohl das System als reines Spielzeug konzipiert ist, gibt es eine Reihe von Sammlern, da Carrera immer wieder Sondereditionen für Kaufhausketten etc. auflegt. Kompatibel mit „Carrera Digital 143“.

#### Go!!! Battery (seit 2009)
Um den Einstieg für kleinere Kinder zu erleichtern wurde das Go!!!-System erweitert. Mit Go!!! Battery gibt es auch Rennbahnsets die durch Batterien (statt Trafo) betrieben werden.

#### Go!!! Plus (seit 2016)
Bei der Go!!! Plus wird die Rennbahn um zusätzliche Funktionen wie Boxengasse, Ghost Car, 3D Stützensystem, akustische Elemente und App-Anbindung via Bluetooth erweitert.

#### Go!!! Build 'n Race (seit 2021)
Mit Go!!! Build 'n Race wird eine Ergänzung zwischen der klassischen Carrerabahn und der Welt der Klemmbausteine ermöglicht. Durch spezielle Chassis- und Schienenteile ergibt dies eine individuelle Anpassung von Fahrzeug und Rennstrecke.

#### Go!!! Challenge (seit 2023)
Im Februar 2023 vorgestellt, kommt das System mit einer Spur und einem Fahrzeug aus. Man fährt einzeln und nacheinander gegen die Uhr.

### Carrera Digital 132 (seit 2007)
Weiterentwicklung und Nachfolgesystem von PRO-X. Ebenso wie dieses basiert es auf dem bewährten Evolution/Exclusiv-Fahrbahnmaterial. Es können nunmehr bis zu sechs Fahrzeuge gleichzeitig betrieben werden. Theoretisch ist es auch möglich, mit sechs Fahrzeugen auf nur einer Spur zu fahren. Neu ist auch die Nachrüstmöglichkeit von analogen Fahrzeugen (Evolution ab Modelljahr 2007, Exclusiv ab Modelljahr 2005).
Digitale Fahrzeuge können auch auf analogen Bahnen betrieben werden. Die Digital-132-Bahn selbst bietet aber keinen Betriebsmodus für analoge Fahrzeuge, diese müssen mit Digitaldecodern nachgerüstet werden, sofern sie auf dem digitalen System eingesetzt werden sollen.
Die Digital-132-Komponenten aus den Produktionsjahren 2007 und 2008 sind darüber hinaus abwärtskompatibel zum Vorgängersystem Carrera PRO-X. Ab 2009 entfällt diese Abwärtskompatibilität. Seit 2010 wird eine neue Zentraleinheit für Digital 132/124 auf den Markt gebracht, die den Namen „Control Unit“ trägt. Diese wurde zunächst parallel zur Black Box angeboten, löst diese aber nun sukzessive ab.
Die Autos der digitalen 143-Reihe können ebenfalls auf diesem System, mit Abstrichen, betrieben werden. Die IR-Diode des Fahrzeuges ist näher an der Slotmitte als die IR-Diode der Schiene. Dies kann zu unsauberen Schaltvorgängen der Weichen führen. Ebenso können Digital-143-Fahrzeuge nicht als Safety Car genutzt werden.
Seit 2015 vertreibt Carrera einen Bluetooth-Adapter mit der Bezeichnung „AppConnect“, der an die Control Unit angeschlossen werden kann. Mit der dazu passenden App kann die Bahn somit auch über Smartphones oder Tablets (iOS und Android) gesteuert werden. Neben der App des Herstellers existieren auch Apps von Drittanbietern.

### Carrera Digital 124 (seit 2008)
Nachfolgesystem von Carrera Exclusiv. Ab dem Modelljahr 2008 werden Fahrzeuge und Grundpackungen im Maßstab 1:24 ausschließlich digital ausgeliefert. Das sonstige Fahrbahnmaterial bleibt unverändert. Die digitalen Fahrzeuge können auch analog betrieben werden. Aufgrund der Größe der Fahrzeuge sind jedoch Randstreifen unerlässlich für einen funktionierenden Betrieb, werden aber in den Startpackungen mitgeliefert. Bis zu vier Fahrer gleichzeitig und 8-spuriger Ausbau möglich.

### Carrera First (seit 2017)
Carrera First ist ein analoges, batteriebetriebenes, einfaches Bahnsystem für zwei Fahrer, das „vor allem für die kleinen Rennfahrer ab 3 Jahren geeignet“ sei. Die hellblauen Schienen sind nur in den Startsets erhältlich und nicht mit anderen Systemen, auch nicht mit der Go!!!, kompatibel. Die Fahrzeuge haben teilweise reale Vorbilder wie Ferrari F40 oder Mini Cooper S. Weiter gibt es kindgerechte, lizenzierte Modelle nach Vorbildern aus den Reihen von z. B. Mario Kart, Disney, Pixar und Paw Patrol. Dazu kommen Dekoelemente sowie Sound- und Lichteffekte.

### Carrera Hybrid (seit 2024)
Im Jahr 2024 wurde auf der CES in Las Vegas und der Nürnberger Spielwarenmesse das neue System Carrera Hybrid angekündigt. Hierbei handelt es sich um das Ergebnis einer Kooperation mit der Sturmkind GmbH, die das System ursprünglich eigenständig unter dem Namen Modiplay entwickelt hatte.

#### Technik
Die Fahrzeuge sind im Maßstab 1:50 gehalten und per Bluetooth ferngesteuert, sie fahren prinzipiell frei auf speziell gestalteten Fahrbahnen. Auf der Oberfläche der Fahrbahnelemente befinden sich quer verlaufende dreieckige Muster. Mit Hilfe dieser Muster und eines optischen Sensors auf der Fahrzeugunterseite, kann das System die Position jedes Fahrzeugs auf der Strecke exakt bestimmen, insbesondere auch die Orientierung und Entfernung des Fahrzeugs zur Streckenbegrenzung. Aufgrund der speziellen Oberflächengestaltung werden für Links- und Rechtskurven unterschiedliche Bahnteile benötigt. Im Gegensatz zu normalen Autorennbahnen sind diese nicht gegenseitig austauschbar, was bei der Anschaffung und Bahnplanung berücksichtigt werden muss.
Die Steuerung der Fahrzeuge erfolgt mit Hilfe einer App für Smartphones und Tablets. Neben der reinen Steuerung wird in der App im Hintergrund permanent eine Fahrzeug- bzw. Rennsimulation berechnet. Der Fahrer kann hier zahlreiche Parameter auswählen und einstellen, die unmittelbar Einfluss auf das Fahrverhalten und Renngeschehen haben. 
Zusätzlich können die Fahrzeuge auch frei außerhalb der Rennstrecke gefahren werden, hier stehen dann systembedingt einige Features nicht mehr zur Verfügung.

#### Ähnliche Konzepte und Systeme
Gänzlich neu ist die Idee einer Autorennbahn mit völlig frei fahrenden Fahrzeugen nicht. Bereits 1969 stellte Märklin auf der Spielwarenmesse das praktisch serienreif entwickelte System Märklin Sprint Electronic vor, auch im Katalog des gleichen Jahres ist das Produkt aufgeführt. Die Fahrzeuge waren im Maßstab 1:32 und fuhren auf einer 80 cm breiten Bahn, die aus entsprechenden Platten zusammengestellt werden konnte. Zu einer Markteinführung kam es indes nicht, der Verbleib der Prototypen ist unklar.
Mit der fortschreitenden Miniaturisierung der RC-Technik, folgten ab den 2010er Jahren weitere neue Systeme wie beispielsweise Real FX Racing, Anki Overdrive und Siku Racing. Sie konnten allerdings alle nur geringe Marktanteile erringen, und die Produktion wurde jeweils nach wenigen Jahren wieder eingestellt. Grundsätzlich ist die Kontrolle eines freifahrenden Fahrzeugs auf einer relativ kleinen – im Heimbereich aufbaubaren – Bahn relativ anspruchsvoll. Es bedarf viel Übung, um das Fahrzeug unfallfrei und einigermaßen flüssig über die Strecke zu bewegen. Dementsprechend hoch ist die Hürde, insbesondere für Kinder, Neueinsteiger und Gelegenheitsfahrer. In diesem zentralen Punkt unterscheidet sich Carrera Hybrid von allen vorherigen Systemen und Konzepten, da die App den Fahrer unterstützt und die Fahrzeugkontrolle stark vereinfacht. Der Grad der Unterstützung ist hierbei wählbar, um unterschiedliche Wünsche abzudecken.

## Vergleich der aktuellen Systeme
| System          | Technik         | Schienen | Fahrzeuge | Spurwechsel | max. Fahrer | max. Spuren | Bemerkung                                                                          |
| --------------- | --------------- | -------- | --------- | ----------- | ----------- | ----------- | ---------------------------------------------------------------------------------- |
| Evolution       | analog          | 1:24     | 1:32      | nein        | 2           | 8           | Schienen 124, Exclusiv, Pro-X, Evolution, Digital 132, Digital 124 sind kompatibel |
| Go!!!           | analog/Batterie | 1:43     | 1:43      | nein        | 2           | 6           | Schienen Digital 143 und Go!!! sind kompatibel                                     |
| Go!!! Challenge | analog          | 1:43     | 1:43      | nein        | 1           | 1           | Autos Go!!! sind kompatibel                                                        |
| Digital 132     | digital         | 1:24     | 1:32      | ja          | 6           | 8           | Schienen 124, Exclusiv, Pro-X, Evolution, Digital 132, Digital 124 sind kompatibel |
| Digital 124     | digital         | 1:24     | 1:24      | ja          | 4           | 8           | Schienen 124, Exclusiv, Pro-X, Evolution, Digital 132, Digital 124 sind kompatibel |
| First           | Batterie        | 1:50     | 1:50      | nein        | 2           | 2           |                                                                                    |
| Hybrid          | siehe Text      |          | 1:50      | frei        | 16/30       | frei        | Rennmodus max. 16 Fahrer, freies Fahren max. 30 Fahrer                             |

## Trivia
Von 1966 bis mindestens Ende der 1970er wurde eine Carrera-Bundesmeisterschaft, unterstützt durch den Automobilclub von Deutschland (AvD), ausgetragen.
In Bottrop erhielt 2022 ein Stadtbusfahrer der VESTISCHEN anlässlich seines Ruhestandes ein für Carrerabahnen geeignetes Modellfahrzeug.